# Morpho cypris
Morpho cypris is een vlinder uit de onderfamilie Satyrinae. 

## Kenmerken
De vlinder heeft een spanwijdte van ongeveer 12 cm bij de mannetjes tot wel 16 cm bij de vrouwtjes. Het mannetje is felblauw gekleurd, de vrouwtjes hebben geel/oranje vleugels met ene bruine rand. 

## Verspreiding en leefgebied
De soort komt voor in Zuid- en Midden-Amerika, van Costa Rica tot in Colombia. De vlinders vliegen op het heetst van de dag en komen voor in het regenwoud tot ongeveer 1000 meter hoogte.

## De rups en zijn waardplanten
De waardplant van de vlinder is Inga marginata (Mimosaceae). Het wijfje legt steeds één ei per plant maar ze kan meerdere keren bij dezelfde plant komen om daar een eitje te leggen. De rupsen scheiden een vloeistof af die zich over de beharing verspreidt. Mogelijk houdt de geur soortgenoten op afstand, om overbevolking van rupsen op de plant te voorkomen.